# Maarten Koningsberger
Maarten Koningsberger (Utrecht, 1955) is een Nederlandse bariton. Hij beheerst als klassiek zanger een breed repertoire, strekkend van Oude Muziek tot Hedendaagse Muziek, zingt zowel Oratorium, Opera als Lied maar is ook te horen in licht-klassieke en populaire muziek. Op 24 juni 2024 beëindigde hij zijn carrière van 50 jaar als liedzanger en nam hij afscheid van zijn publiek met een drie uur durend slotrecital, Maarten Koningsberger & Friends.

## Loopbaan

### Studie
Na aanvankelijk met pianolessen te zijn begonnen verschoof de belangstelling van Koningsberger naar zang. Hij werd aangenomen aan het Sweelinck Conservatorium in Amsterdam en studeerde hier bij Max van Egmond. Na het behalen van zijn solistendiploma volgde hij lessen aan l'École d' Art Lyrique in Parijs en l'Atelier de Chant in Lyon. Tevens volgde hij lessen bij Udo Reinemann, Elisabeth Schwarzkopf en Margreet Honig.

### Opera en oratorium
Koningsberger zong zijn eerste operarol in Les Indes galantes van Jean-Philippe Rameau bij de Opéra Comique. In 1986 vertolkte hij bij Opera Forum de partij van Pelléas in Pelléas et Mélisande van Claude Debussy. In 1991 debuteerde hij bij de Nederlandse Opera als Tancredi in Il combattimento di Tancredi e Clorinda van Claudio Monteverdi. In de jaren hierna volgden titelrollen in o.a. Umberto Giordano's Andrea Chenier, in Dido and Aeneas van Henry Purcell en in Georg Friedrich Händels Apollo e Daphne. Daarnaast was hij te horen in producties van de Nederlandse Reisopera (L’Opera Seria), in de Opera Zuid-productie van Die Dreigrosschenoper en in opera’s van Bernstein, Mozart (Die Zauberflöte), Offenbach, Poulenc en Richard Strauss.
Ook in het Oratoriumrepertoire is hij een veelgevraagd solist, o.a. voor de rol van Christus in de Matthäus Passion van J.S. Bach. Zijn opera- en oratoriumoptredens brachten hem naar de Staatsoper Berlin, de Wigmore Hall in Londen, de Hong Kong Philharmonic, het Theater an der Wien, de Philharmonie in München en de Beijing Concert Hall. Hierbij werkte hij samen met orkesten als The Academy of Ancient Music, het Rotterdams Philharmonisch Orkest, The Orchestra of the Age of Enlightenment, Les Arts Florissants en Der Akademie für Alte Musik Berlin. Hij werkte met dirigenten als Gustav Leonhardt, Jaap van Zweden, William Christie, Jeffrey Tate, René Jacobs, Jan Willem de Vriend, Marin Alsop, Marc Minkowski, Ton Koopman, Reinbert de Leeuw en Christophe Rousset.
In 2018 zong hij met het Noord-Nederlands Orkest de Friese Matthaüs Passion, een Friese vertaling van het meesterwerk van Bach door Peter Sijbenga, als onderdeel van het festival Leeuwarden Culturele Hoofdstad van Europa.

### Lied
In 2001 debuteerde Koningsberger in de Internationale Vocale Serie van het Koninklijk Concertgebouw te Amsterdam. Begeleid door pianisten als Graham Johnson, Rudolf Jansen, Kevin Grout, Roger Braun en Bas Verheijden heeft hij een carrière als Liedzanger gevestigd die hem wereldwijd langs de grote concertzalen voerde, waaronder het Amsterdamse Concertgebouw, Carnegie Hall in New York, de Esplanade in Singapore en Baxter Concert Hall in Kaapstad.
Naast het traditionele Liedrepertoire gaat hij ook het experiment aan met een CD met Franz Schuberts Die schöne Müllerin, begeleid door twee gitaren in plaats van piano, en een CD met liederen van Robert Schumann met het Matangi Quartet. Ook voert hij Schuberts Winterreise uit in een Nederlandse vertaling van Jan Rot. Jan Rot spoorde Koningsberger aan om “te zingen zoals hij iets van Annie M.G. Schmidt zou vertolken” (recensie Algemeen Dagblad, 12 maart 2003). Hierdoor neigt (volgens dezelfde recensie) de opname meer “naar het populaire chanson en poplied, dan naar de klassieke manier van zingen”.
Maarten Koningsberger heeft de Winterreise (in de originele versie) meer dan 250 keer uitgevoerd.

### Overig

#### Muziektheater en kindervoorstellingen
In 2004 ontwikkelt Koningsberger in samenwerking met danser Dries van der Post, pianist Kelvin Grout en onder regie van Margrith Vrenegoor een muziektheaterproductie rondom liederen uit Gustav Mahlers Des Knaben Wunderhorn, de Rückertlieder en Lieder eines fahrenden Gesellen, waarin Koningsberger en Van der Post een liefdesrelatie tussen twee mannen verbeelden. Ook maakt Koningsberger een programma rond liederen, gedichten en ook enkele, niet uitgegeven onbekende composities van Simon Vestdijk.
Samen met acteur Porgy Franssen, kleinkunstenaar Daniël Samkalden, performer Theo Nijland, gitaristen Esther Steenbergen en Olga Franssen onder regie van Han Römer bracht hij een muzikale voorstelling over het leven en werk van Piet Paaltjens.
Maarten Koningsberger werkte ook mee aan kindervoorstellingen, waaronder de De koning danst! op muziek van Jean Baptiste Lully en Jean-Philippe Rameau, en de voorstelling Zingende honden bijten niet.

#### TV
In 2009 maakt hij voor de EO het televisieprogramma De Matthäus Masterclass waarin hij vijf bekende, niet-klassieke zangers, waaronder Jim Bakkum, Rob de Nijs en Carola Smit, coacht bij het zingen van delen uit de Matthäus-Passion. Eenzelfde serie maakt hij met andere zangers in 2010, 2013 en 2017, naast een vergelijkbare serie rond The Messiah van G. F. Handel in 2014 en 2015.

### Docent en jurylid
Koningsberger was als docent vele jaren verbonden aan het Conservatorium van Amsterdam (Baroque Singing), het Conservatoire National Supérieur de Musique et de Danse de Paris en het Centre de Musique Baroque de Versailles. Daarnaast gaf hij masterclasses aan het Centre de la Voix Rhône-Alpes in Lyon. Ook is hij met enige regelmaat jurylid bij zangconcoursen.

## CD-opnames
Maarten Koningsberger is te horen op de volgende CD's:
| Jaar | Titel | Overige uitvoerenden | CD-label /-nummer                                     |
| ---- | --- | --- | ----------------------------------------------------- |
| 2019 | Schuman / Heine: Dichterliebe op 48, Liederkreis op. 24 en Romanzen und Balladen op. 53                                | Matangi Quartet | Quintone Q15005                                       |
| 2018 | Old songs re-sung | The Atlantic Trio | Quintone Q 1801                                       |
| 2015 | Matthäus Passion, J.S. Bach: Mendelssohn version 1841                                                                  | Consensus Vocalis, Orkest van het Oosten e.a. o.l.v. Jan Willem de Vriend                                                  | Challenge Classics CC72661                            |
| 2013 | Bosch requiem 2012: Requiem voor soli, koor en orgel, op.9, M. Duruflé                                                 | Brabant Koor, Brabants Orkest o.l.v. Ed Spanjaard e.a.                                                                     | Stichting Jheronimus Bosch 500 KTC 1462 - ook als DVD |
| 2013 | Des Knaben Wunderhorn, G. Mahler                                                                                       | Ed Spanjaard, piano | Quintone Q12001                                       |
| 2013 | What's New, jazzalbum                                                                                                  | Eric Calmes ((contra-)bas), Enrique Firpi (drumstel, slagwerk), Esther Steenbergen (gitaar) en Nico van der Linden (piano) | Omnium Audiovisueel – GW 130009                       |
| 2010 | Lieder, J. Brahms | Kelvin Grout, piano | Quintone Q10005                                       |
| 2010 | Schwanengesang D 957, F. Schubert                                                                                      | Kelvin Grout, piano | Channel Classics KAM CD 9205                          |
| 2009 | Music for a while: Solo songs, H. Purcell                                                                              | Fred Jacobs, theorbe | Quintone Q 08006                                      |
| 2008 | Verliefd & Verloren, complete Liederen van Schumann/Heine, Nederlandse vertaling door Seth Gaaikema                    | Maria Petkova, piano | Strengholt United Media – UMCO 978 90 4940 026        |
| 2006 | Winterreis, F. Schubert, Nederlandse vertaling van Jan Rot                                                             | Roger Braun, piano | Brilliant Classics 6446                               |
| 2003 | Winterreise, F. Schubert                                                                                               | Roger Braun, piano | Brilliant Classics 6446 / Tatlin TA 003               |
| 2003 | Die schöne Müllerin, F. Schubert                                                                                       | Olga Franssen en Esther Steenbergen, gitaar                                                                                | Etcetera Records KTC 1256                             |
| 2002 | Cantata The hollow men, Kees van Baaren                                                                                | Groot Omroepkoor, Radio Filharmonisch Orkest e.a. o.l.v. Reinbert de Leeuw                                                 | Composers' Voice CV 103                               |
| 2002 | Complete Songs, Rudolf Escher                                                                                          | Roger Braun, piano | Ottavo OTR C10176                                     |
| 2002 | Lied Edition Vol. 2: 1819-1837, Fanny Mendelssohn - Bartholdy                                                          | Kelvin Grout, piano | Trouba TRO-CD 01420                                   |
| 2002 | Lied Edition Vol. 2: 1837-1847, Fanny Mendelssohn - Bartholdy                                                          | Kelvin Grout, piano | Trouba TRO-CD 01421                                   |
| 1999 | An 1816 Schubertiad; the Hyperion Schubert edition; vol.32, F. Schubert: Cantate voor tenor, mannenkoor en piano D.407 | Graham Johnson, piano, e.a.                                                                                                | Hyperion Records CDJ33032                             |
| 1998 | Kammermusik & Lieder vol.4, Ethyl Smyth                                                                                | Kelvin Grout, piano | Trouba TRO-CD 01417                                   |
| 1997 | Music of the spheres                                                                                                   | Mike Fentross, luit en Brisk Recorder Quartet                                                                              | Globe Records GLO 5163                                |
| 1997 | Grands Motets, Jean-Joseph de Mondonville                                                                              | Les Arts Florissants e.a. o.l.v. William Christie                                                                          | Erato 0630-17791-2                                    |
| 1997 | Complete songs: An 1822 Schubertiad, the Hyperion Schubert edition vol.28, F. Schubert                                 | Graham Johnson, piano | Hyperion Records CDJ33028                             |
| 1996 | Early string quartets and vocal works vol.3. D. Milhaud                                                                | Rudolf Jansen, piano | Trouba TRO-CD 01411                                   |
| 1991 | French cantatas | Academie van het Begijnhof Amsterdam                                                                                       | Globe Records GLO 5055                                |
| 1989 | Muziek in de Nederlanden: 1850 - 1920                                                                                  | Leo van Doeselaar, piano                                                                                                   | Teleac/Not TEL 8904                                   |
| 1989 | Myrthen, op 25, R. Schumann                                                                                            | Nellie van der Sijde, sopraan en Kelvin Grout, piano                                                                       | Globe Records GLO 5025                                |